# 喀山國際機場

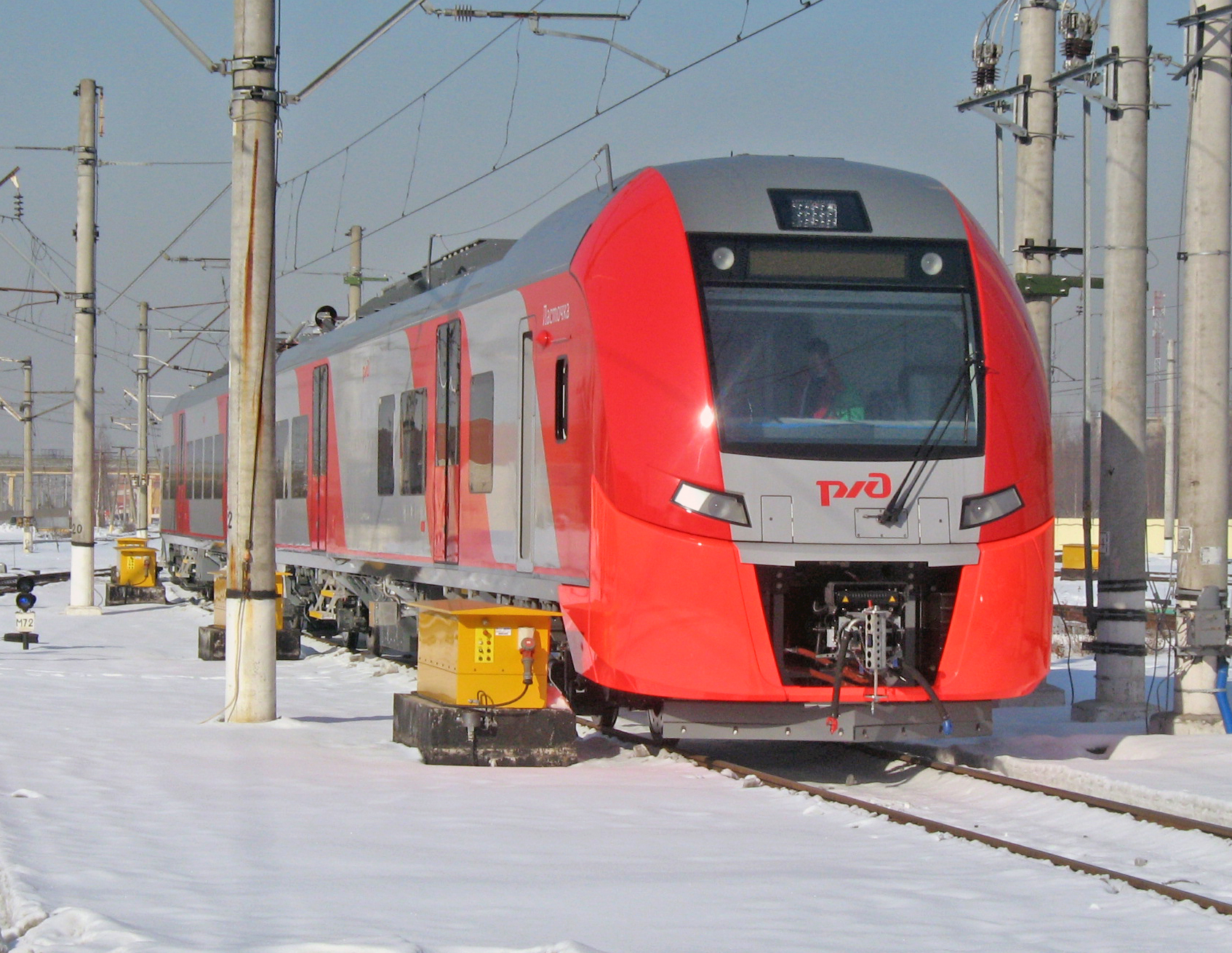
德國西門子製造的Desiro系統機場快線列車

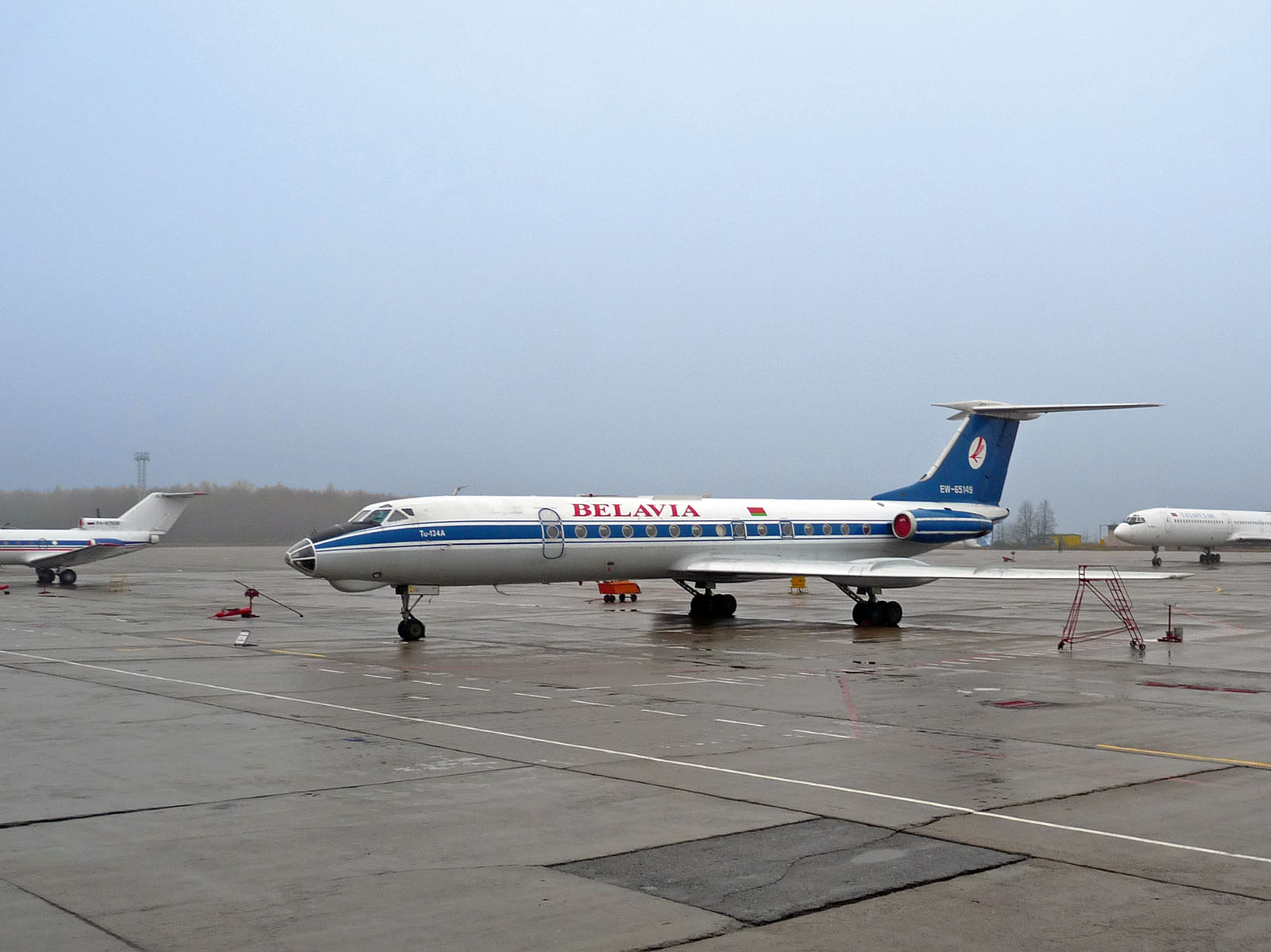
白俄罗斯航空圖波列夫TU-134客機停泊於喀山機場

喀山國際機場（俄语：Международный аэропорт Казань）是一座位於俄羅斯聯邦韃靼斯坦共和國首府喀山的國際機場。該機場位於喀山中心商务区東南方約25公里，是韃靼斯坦航空的樞紐。

## 歷史
==
喀山機場航廈建成於1979年，並於1985年開始飛航定期航班。該機場於2005年迎接第一千萬名旅客，其過去僅有一萬名的年旅客流量。該機場也是韃靼斯坦共和國政府與其他聯邦成員的往來門戶，他州州長、首相以及外交部的人員包機亦是喀山機場的常客。該機場至多可容納20架的中型民航機。目前長3,724公尺的新跑道已經取代舊有2,498公尺的跑道。
為了舉辦2013年夏季世界大學運動會與2018年國際足協世界盃，喀山機場進行重大改建土木建設，包括新的航站樓以容納每年3萬人次的來訪，以及採用西門子Desiro系統的機場快線，連接喀山機場與喀山市區，方便參賽者與觀賽遊客的前往。

## 航空公司與目的地
（下列航空公司之排列以該公司英語字首由A至Z排列）
| 航空公司                        | 目的地 | 航廈 |
| ------------------------------- | --- | ---- |
| 愛琴海航空（A3） 〔星空聯盟〕   | 季節性包機：卡拉瑪塔、賽薩洛尼基、伊拉克利翁、羅德島                                                                          | 1A   |
| 俄羅斯航空（SU） 〔天合聯盟〕   | 莫斯科-謝列梅傑沃、聖彼得堡                                                                                                   | 1A   |
| 俄羅斯航空 由俄罗斯国家航空營運 | 聖彼得堡 季節性：索契 |      |
| 安加拉航空                      | 車里雅賓斯克 |      |
| 奧斯楚亞航空（A2）              | 季節性包機：賽薩洛尼基 | 1A   |
| 阿拉伯航空（G9）                | 沙迦 | 1A   |
| 阿斯塔纳航空（KC）              | 阿拉木圖 | 1A   |
| 德克斯克航空（N/A）             | 奔薩 | 1A   |
| AK-Bars航空（2B）               | 阿斯特拉罕、車里亞賓斯克、基輔、克拉斯諾達爾、礦水城、慕尼黑、新西伯利亞、彼爾姆、索契、聖彼得堡 季節性：格連吉克、辛菲羅波爾 | 1A   |
| 艾維雅交通航空（N/A）           | 比什凱克、奧什 | 1A   |
| 俄羅斯東方航空（EG）            | 庫爾干秋別 | 1A   |
| 杜拜航空（FZ）                  | 杜拜 | 1A   |
| 俄线航空（7R）                  | 葉卡捷琳堡 | 1A   |
| 西伯利亚航空（S7） 〔寰宇一家〕 | 莫斯科-多莫多傑沃 | 1A   |
| 索蒙航空（SZ）                  | 杜尚別、苦盞 | 1A   |
| 韃靼斯坦航空                    | 巴庫、杜尚別、伊斯坦堡、苦盞、莫斯科-多莫多傑沃、下瓦爾多夫斯克、布拉格、索契、塔什干、業爾溫                                 | 1A   |
| 全祿航空（UN）                  | 莫斯科-多莫多傑沃 季節性：巴塞隆納、萊納卡                                                                                    | 1A   |
| 杜蘭航空（3T）                  | 巴庫 | 1A   |
| 土耳其航空（TK） 〔星空聯盟〕   | 伊斯坦堡 | 1A   |
| 烏拉爾航空（U6）                | 苦盞、葉卡捷琳堡 | 1A   |
| UTair航空（UT）                 | 莫斯科-文努可沃、速古特、烏法                                                                                                 | 1A   |
| UTair快線（UR）                 | 漢特-曼西斯克、烏法 | 1A   |
| 烏茲別克航空（HY）              | 費爾干納、薩馬爾罕、塔什干 | 1A   |
| 波罗的海航空                    | 里加 |      |
| 中国东方航空（MU）              | 上海/浦东 | 1A   |

## 事故
- 韃靼斯坦航空363號班機空難：2013年11月17日19:20分（UTC+4）一架韃靼斯坦航空（英语：Tatarstan Airlines）363號波音737-500客機從莫斯科飛抵此機場時進場失事墜毀。

## 外部連結
- （英文） （俄文） （鞑靼文） Kazan International Airport official website（页面存档备份，存于）